# Wahlen 1888
◄◄ | ◄ | 1884 | 1885 | 1886 | 1887 | Wahlen 1888 | 1889 | 1890 | 1891 | 1892 | ► | ►►

Weitere Ereignisse
Die Liste der Wahlen 1888 umfasst Parlamentswahlen, Präsidentschaftswahlen, Referenden und sonstige Abstimmungen auf nationaler und subnationaler Ebene, die im Jahr 1888 weltweit abgehalten wurden.
Das damalige Wahlrecht entsprach typischerweise nicht den Wahlrechtsgrundsätzen der direkten, geheimen und gleichen Wahl. Zeittypisch waren oft nur kleine Teile der Bevölkerung wahlberechtigt, ein Frauenwahlrecht war nicht gegeben.

## Termine
| Land               | Datum      | Link zur Wahl 1888                                       | Link zur letzten Wahl | Bemerkung |
| ------------------ | ---------- | -------------------------------------------------------- | --------------------- | --------- |
| Norwegen           | ?          | Parlamentswahl in Norwegen 1888                          | 1885                  |           |
| Deutsches Reich    | 5.–7. Nov. | Landtagswahlen in Lippe                                  | 1884                  |           |
| Vereinigte Staaten | 6. Nov.    | Präsidentschaftswahl in den Vereinigten Staaten 1888     | 1884                  |           |
| Vereinigte Staaten | 6. Nov.    | Wahl zum Repräsentantenhaus der Vereinigten Staaten 1888 | 1886                  |           |